# Moritzreuth

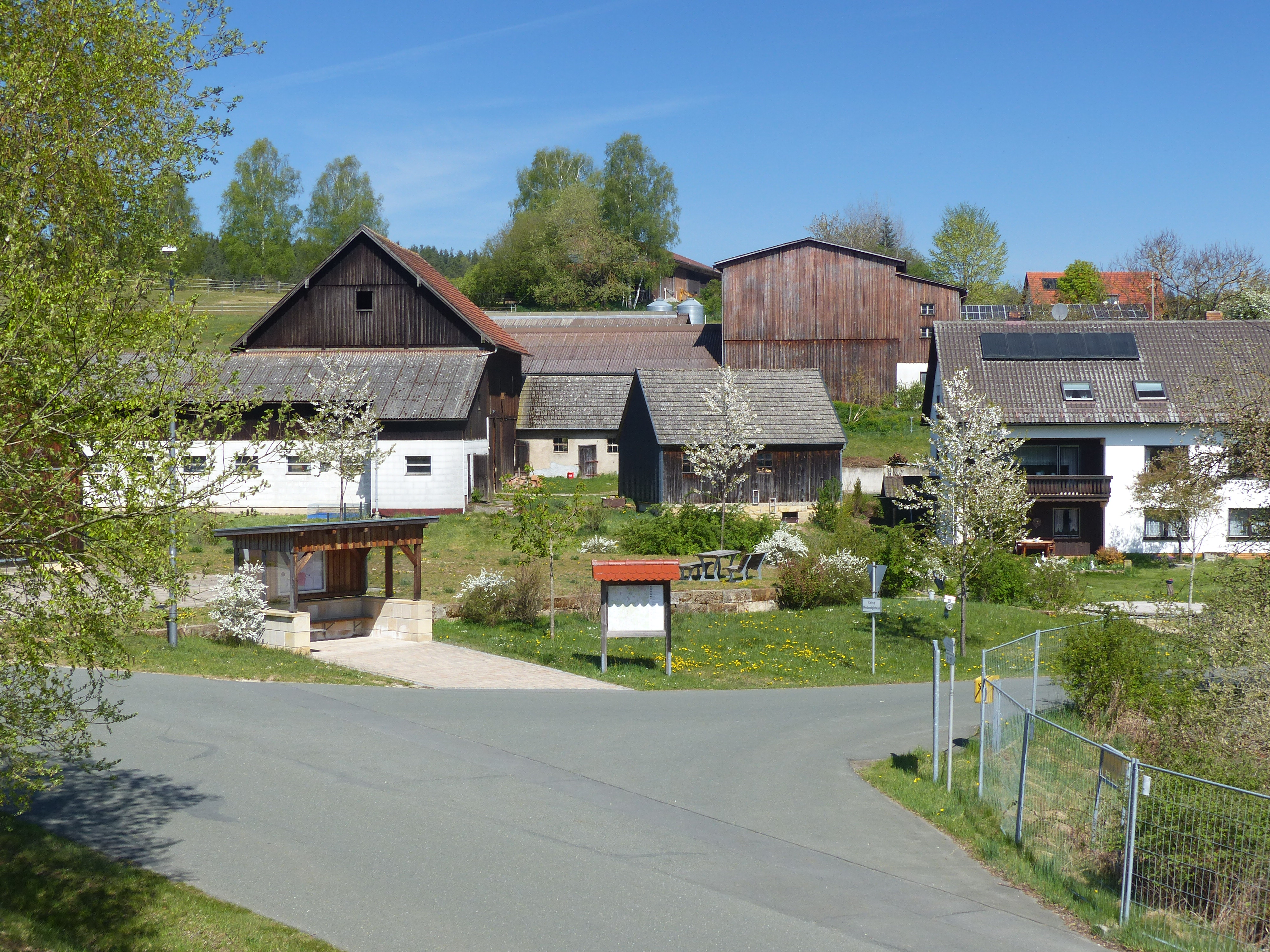
Ortsansicht von Süden mit der am Dorf vorbeiführenden Straße im Vordergrund

Moritzreuth ist ein Gemeindeteil der Gemeinde Hummeltal im  Landkreis Bayreuth (Oberfranken, Bayern). Moritzreuth liegt in der Gemarkung Hinterkleebach.

## Geografie
Das Dorf liegt in einer Rodungsinsel am Hang der Heroldsleite, einer Anhöhe der nördlichen Fränkischen Schweiz. Im Osten fällt das Gelände ins Püttlachtal ab. Eine aus dem Nordwesten von der Staatsstraße 2163 kommende Gemeindeverbindungsstraße läuft am südwestlichen Ortsrand vorbei und führt weiter zur Kreisstraße BT 43, in die sie unmittelbar nach der Unterquerung der Bundesautobahn 9 einmündet.

## Geschichte
Moritzreuth bildete eine Realgemeinde mit Moritzmühle und Neumühle. Gegen Ende des 18. Jahrhunderts bestand Moritzreuth aus 9 Anwesen. Die Hochgerichtsbarkeit sowie die Dorf- und Gemeindeherrschaft standen dem bayreuthischen Stadtvogteiamt Bayreuth zu. Grundherren waren das Hofkastenamt Bayreuth (3 Halbhöfe, 2 Sölden, 2 Tropfhäuser), das Rittergut Trockau (1 Sölde) und die Pfarrei Lindenhardt (1 Sölde).
Von 1797 bis 1810 unterstand der Ort dem Justiz- und Kammeramt Bayreuth. Mit dem Gemeindeedikt wurde Moritzreuth dem 1812 gebildeten Steuerdistrikt Hinterkleebach zugewiesen. Zugleich entstand die Ruralgemeinde Moritzreuth, zu der Moritzmühle und Neumühle gehörten. Sie war in Verwaltung und Gerichtsbarkeit dem Landgericht Bayreuth zugeordnet und in der Finanzverwaltung dem Rentamt Bayreuth. In der freiwilligen Gerichtsbarkeit unterstand ein Anwesen bis 1819 dem Patrimonialgericht Lindenhardt und ein Anwesen bis 1848 dem Patrimonialgericht Trockau. Mit dem Gemeindeedikt von 1818 erfolgte die Eingemeindung nach Hinterkleebach. Am 1. Mai 1978 wurde Moritzreuth im Zuge der Gebietsreform in Bayern in die Gemeinde Hummeltal eingegliedert.

### Einwohnerentwicklung
| Jahr      | 001819 | 001822 | 001861 | 001871 | 001885 | 001900 | 001925 | 001950 | 001961 | 001970 | 001987 | 002022 |
| Einwohner | 79 *   | 85     | 91     | 80     | 81     | 76     | 73     | 80     | 69     | 59     | 41     | 36     |
| Häuser    |        | 10     |        |        | 11     | 13     | 12     | 14     | 15     |        | 15     |        |
| Quelle    | [ 8 ]  | [ 6 ]  | [ 9 ]  | [ 10 ] | [ 11 ] | [ 12 ] | [ 13 ] | [ 14 ] | [ 15 ] | [ 16 ] | [ 17 ] | [ 1 ]  |

## Religion
Moritzreuth ist seit der Reformation evangelisch-lutherisch geprägt und nach St. Michael (Lindenhardt) gepfarrt.

## Verkehr
Vom ÖPNV wird Moritzreuth nicht bedient, die nächstgelegene Bushaltestelle befindet sich an der Staatsstraße 2163. Der am schnellsten erreichbare Bahnhof befindet sich in Creußen an der Bahnstrecke Schnabelwaid–Bayreuth und der nächste Fernbahnhof ist der Hauptbahnhof in Bayreuth.